# Urs Furrer
Urs Furrer (* 18. September 1934 auf Sumatra, Indonesien; † 30. August 1975 in Detroit, Michigan) war ein Schweizerisch-amerikanischer Kameramann.

## Leben
Urs Furrer wurde als Sohn Schweizer Eltern auf der indonesischen Insel Sumatra geboren. Noch bevor er in den 1950er Jahren in die USA einwanderte, beschäftigte er sich mit der Fotografie. Er konnte sich als Kameramann für Industrie- und Dokumentarfilme etablieren. Mit den beiden Actionfilmen Shaft und Shaft – Liebesgrüße aus Pistolen drehte er seine beiden bekanntesten Kinofilme.

## Filmografie (Auswahl)
- 1970: Was sagt man zu einer nackten Dame? (What Do You Say to a Naked Lady?)
- 1971: Shaft
- 1971: Verzweifelte Menschen (Desperate Characters)
- 1972: Shaft – Liebesgrüße aus Pistolen (Shaft's Big Score)
- 1973: Die Seven-Ups (The Seven-Ups)
- 1974: Wo die Lilien blühen (Where the Lilies Bloom)